# Симанович, Зиновий Григорьевич
Зино́вий Григо́рьевич Симано́вич (февраль 1901, Константиноград, Полтавская губерния — 20 сентября 1938, Москва) — советский партийный деятель, 1-й секретарь Омского областного комитета ВКП(б) в октябре–декабре 1937 года. 

## Биография
Родился в 1901 году в Константинограде Полтавской губернии. Детство прошло в Ташкенте, куда вскоре после его рождения отец, который был управляющим магазином швейной компании «Зингер», перевёз семью. После окончания в 1914 двухклассного городского училища поступил работать в контору хлопкоочистительного завода.
В 1918 стал сотрудником Особого отдела Туркестанской ЧК, где до 1923 работал на разных должностях: технического работника, секретаря общего отдела, секретаря секретно-оперативного отдела. Член РКП(б) с 1919. Окончил трёхмесячные курсы партактива. 13 мая 1922 года награждён золотыми часами «за выполнение ряда заданий государственного значения». По линии Особого отдела Туркестанского фронта работал в городах Чимкент и Аулиз-Ата. В 1923 по болезни уволился из органов и был направлен в Баку секретарём представительства ВСНХ Туркестанского края. Через несколько месяцев вернулся в Ташкент, работал в аппарате ЦК КП(б) Узбекистана инструктором, заведующим информационно-пропагандистским отделом, ответственным инструктором.
В 1927—1931 годах — заместитель заведующего информационным отделом, заместитель заведующего организационно-инструкторским отделом Северо-Кавказского крайкома ВКП(б). Там познакомился с Д. А. Булатовым, который в это время возглавлял организационный отдел крайкома. В 1931–1937 работал в Архангельске: возглавлял сельскохозяйственный, промышленно-транспортный отделы Северного обкома партии.
В июле 1937 по решению ЦК ВКП(б) был направлен в Омскую область и 1 августа рекомендован на должность второго секретаря и заведующего промышленно-транспортным отделом Омского обкома партии, а на октябрьском пленуме 1937 года (7 октября) был избран первым секретарём обкома вместо снятого с должности и исключённого из партии (позже расстрелянного) Д. А. Булатова. Входил в состав особой тройки НКВД СССР, созданной по приказу НКВД СССР от 30 июля 1937 № 00447 и активным участием в сталинских репрессиях.
Арестован 26 октября 1937 (в декабре того же года на пленуме обкома был освобождён от занимаемой должности, исключён из партии). Приговорён к расстрелу ВКВС СССР 20 сентября 1938 года. Обвинялся по статьям 58-8 и 58-11 УК РСФСР. Расстрелян в день вынесения приговора в Москве. Реабилитирован 30 апреля 1957 года определением ВКВС СССР за отсутствием состава преступления.